# L'impostore - The Imposter
L'impostore - The Imposter (The Imposter) è un film documentario diretto da Bart Layton.
In Italia è stato distribuito nelle sale cinematografiche da Feltrinelli Real Cinema a partire dal 20 marzo 2014.

## Trama
Frédéric Bourdin è un ragazzo francese, figlio di madre francese e padre algerino. Nel 1991 ha ventun anni ed è già noto all'Interpol per la sua mania di occultare la propria identità, spacciandosi per minorenne, e raccontare storie terribili sulla sua infanzia, al fine di farsi mandare dalle autorità nelle case di accoglienza per ragazzi. Nel corso degli anni ha cambiato nome e identità per più di cinquecento volte, trasferendosi in svariati paesi dell'Unione europea.
Espatriato in Spagna, simula per l'ennesima volta di essere un ragazzo solo ed abbandonato: contatta quindi la polizia, da cui viene condotto in una comunità per bambini e adolescenti senza famiglia. Lì finge, ancora una volta, di aver subito un trauma molto forte e di non riuscire a ricordare nulla della propria identità e del proprio passato. Incalzato dagli assistenti sociali che vogliono arrivare a scoprire la sua vera identità, chiede di essere lasciato temporaneamente da solo in un ufficio: ne approfitta per sfogliare freneticamente alcuni fascicoli e, ispirato dal loro contenuto, contatta il centro di bambini smarriti e sfruttati statunitense, si spaccia egli stesso per un assistente sociale, e parlando un inglese discreto, sostiene di avere al proprio fianco un bambino statunitense di cui offre una descrizione volutamente generica, riconducibile a sé stesso. Dall'altra parte del telefono gli viene risposto che i tratti fisici del ragazzino da lui descritto potrebbero corrispondere a quelli di un ragazzino scomparso qualche anno prima in Texas di nome Nicholas Barclay: Bourdin non si lascia scappare l'opportunità di appropriarsi immediatamente di questa nuova identità e, continuando a simulare di essere un assistente sociale, sostiene di avere al suo fianco proprio Nicholas Barclay.
Nei giorni successivi a questa chiamata, le autorità americane si mettono dunque in contatto con quelle spagnole. Viene rintracciata la famiglia di Nicholas Barclay, che invia la sorella dal Texas alla Spagna per riconoscerlo e riportarlo a casa. L'ambasciata americana, senza accorgersi dell'inganno, rilascia a Bourdin il passaporto statunitense, naturalmente a nome di Nicholas Barclay.
La sorella, nonostante evidenti discrepanze nell'aspetto fisico tra il proprio fratello, biondo e con gli occhi azzurri, e Frédéric Bourdin, castano con gli occhi scuri, non si accorge (o finge di non accorgersi) della differenza e senza esitazione lo riconosce quale proprio fratello. Lo stesso accadrà con il resto della famiglia, madre compresa, che lo accoglierà integrandolo senza indugio alcuno.
Qualche tempo dopo il suo arrivo negli Stati Uniti tuttavia l'FBI apre un'indagine finalizzata ad arrestare i rapitori del ragazzo: questi, continuando a mentire, racconta alla polizia di essere stato catturato da un'organizzazione di militari governativi, che lo avrebbe sottratto alla famiglia per sottoporlo a violenze ed abusi sessuali, trasportandolo dal Texas in giro per il mondo, fino in Spagna. I rapitori lo avrebbero drogato e gli avrebbero iniettato delle gocce negli occhi per fargli cambiare colore.
Intanto, un investigatore privato, ingaggiato da una rete televisiva intenzionata a rilanciare pubblicamente la sua storia, intuisce che qualcosa non va ed inizia a dubitare della vera identità del ragazzo. Convinto che possa essere una pericolosa spia, denuncia la vicenda, ma non viene creduto. Dopo qualche giorno, a seguito di alcuni colloqui con uno psicologo forense, emergono ulteriori sospetti: il ragazzo racconta le vicende del proprio rapimento e dei propri abusi con un linguaggio del corpo del tutto incoerente con quello che ci si potrebbe aspettare da una persona che tale rapimento e abusi avrebbe realmente subito. Il tono della voce, l'atteggiamento emotivo e i gesti del ragazzo tradiscono le sue parole. Inoltre, agli occhi di un tecnico, appare subito impossibile che un ragazzo texano, in quattro anni, abbia completamente perso il proprio accento americano, da madrelingua, per acquisire al suo posto una cadenza francese. È questo il momento in cui risulta chiaro che il ragazzo è un impostore.
L'assistente sociale avverte la sorella dell'errore. La notizia, tuttavia, non sortisce alcun effetto sulla famiglia, che continua stranamente a comportarsi come se Bourdin fosse per davvero Nicholas, nonostante l'evidenza del contrario.
Bourdin, incalzato dall'investigatore privato, decide di gettare la maschera, soprattutto dopo aver intuito che la sua nuova famiglia in realtà nasconde un segreto terribile: l'aver ucciso il piccolo Nicholas. Dopo essere stato fermato dalla polizia, quest'ultima, anche sulla base dei suoi sospetti, apre un'indagine, per omicidio, contro i parenti del piccolo Nicholas, colpevole, secondo la sua ricostruzione, di omicidio. I membri della famiglia Barclay, infatti, sarebbero essi stessi "impostori": avrebbero saputo sin dall'inizio che il ragazzo prelevato in Spagna si fingeva un altro, ma ciononostante avrebbero consapevolmente accettato questo inganno, per continuare ad occultare il proprio delitto, che in tal modo non sarebbe mai potuto venire a galla.
Bourdin verrà condannato a sei anni di reclusione ed in seguito estradato in Francia. La famiglia di Nicholas, invece, nonostante le accuse di Bourdin, non verrà mai condannata, per mancanza di prove. Nicholas oggi risulta ancora scomparso.

## Riconoscimenti
- 2013 – British Academy Film Awards[1][2]
  - Miglior esordio di un regista, sceneggiatore o produttore britannico
  - Candidato al miglior documentario